# Special Olympics Senegal

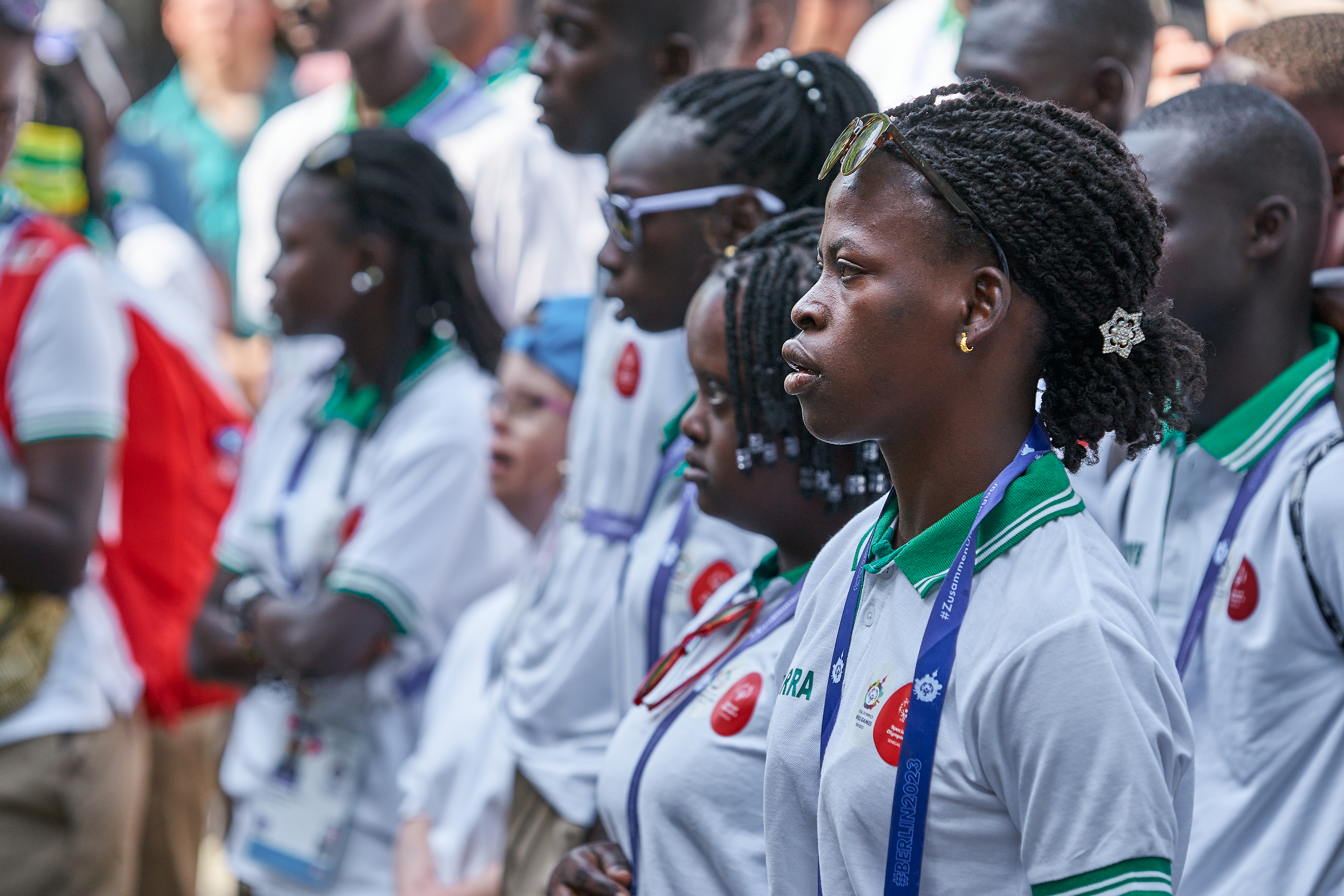
Delegation von Special Olympics Senegal in Neuss, Special Olympics World Summer Games 2023

Special Olympics Senegal (englisch: Special Olympics Senegal) ist der senegalesische Verband von Special Olympics International, der weltweit größten Sportbewegung für Menschen mit geistiger Beeinträchtigung und Mehrfachbeeinträchtigung. Ziel ist die sportliche Förderung dieser Personengruppe und die Sensibilisierung der Gesellschaft für sie. Außerdem betreut der Verband die senegalesischen Athletinnen und Athleten bei den Special Olympics Wettbewerben.

## Geschichte
Special Olympics Senegal wurde in den frühen 1990er Jahren mit Sitz in Dakar gegründet.

## Aktivitäten
2015 waren 2.26 Athletinnen, Athleten und Unified Partner sowie 562 Trainer bei Special Olympics Senegal registriert.
Der Verband nahm 2017 an den Programmen Athlete Leadership, Healthy Athletes, Young Athletes und Family Health Program teil, die von Special Olympics International ins Leben gerufen worden waren.

### Sportarten
Folgende Sportarten wurden 2017 vom Verband angeboten: 
- Basketball (Special Olympics)
- Boccia (Special Olympics)
- Fußball (Special Olympics)
- Handball (Special Olympics)
- Leichtathletik (Special Olympics)
- Tischtennis (Special Olympics)
- Volleyball (Special Olympics)

### Teilnahme an Weltspielen vor 2020 (Auswahl)
(Quellen: )
- 2011 Special Olympics World Summer Games, Athen (6 Athletinnen und Athleten)
- 2015 Special Olympics World Summer Games, Los Angeles, USA (9 Athletinnen und Athleten)•
- 2019 Special Olympics, World Summer Games, Abu Dhabi (27 Athletinnen und Athleten)[2]

### Teilnahme an den Special Olympics World Summer Games 2023 in Berlin
Special Olympics Senegal nahm an den Special Olympics World Summer Games 2023 teil. Die Delegation wurde vor den Spielen im Rahmen des Host Town Program vom Rhein-Kreis Neuss und von Neuss betreut und bestand aus 51 Athletinnen und Athleten. Das Team gewann bei diesen Weltspielen drei Gold-, vier Silber- und fünf Bronzemedaillen.

### Teilnahme an Weltspielen nach 2023
- 2025 Special Olympics World Winter Games, Turin, Italien (8 Athletinnen und Athleten)[6]

## Erfolgreiche Athletinnen und Athleten (Auswahl)
- Khadija Sy (Leichtathletik)